# Россум, Виллем Маринус ван
Виллем Маринус ван Россум (нидерл. Willem Marinus van Rossum; 3 сентября 1854, Зволле, Оверэйсел, Нидерланды — 30 августа 1932, Маастрихт, Нидерланды) — нидерландский кардинал, редемпторист. Председатель Папской Библейской Комиссии с 13 января 1914 по 30 августа 1932. Великий пенитенциарий с 1 октября 1915 по 12 марта 1918. Префект Священной Конгрегации Пропаганды Веры с 12 марта 1918 по 30 августа 1932. Титулярный архиепископ Кесарии Мавретанской с 25 апреля по 19 мая 1918. Камерленго Священной Коллегии Кардиналов с 11 декабря 1922 по 23 мая 1923. Кардинал-дьякон с 27 ноября 1911, с титулярной диаконией Сан-Чезарео-ин-Палатио с 30 ноября 1911 по 6 декабря 1915. Кардинал-священник с титулом церкви Санта-Кроче-ин-Джерусалемме с 6 декабря 1915.